# Kilkenny City Association Football Club
Il Kilkenny City A.F.C. era un club calcistico irlandese. Ha militato nella First Division, la seconda divisione del campionato irlandese, fino al 18 gennaio 2008, quando la dirigenza ha annunciato di rinunciare alla partecipazione al campionato a causa di problemi economici. Gli incontri casalinghi di questo club venivano disputati allo stadio Buckley Park nella città di Kilkenny.

## Storia
Nel 1966 un gruppo di diplomandi dell'Institute of the Brothers of the Christian Schools di Kilkenny decise di fondare un club calcistico. Il club venne inizialmente battezzatto come EMFA (EM stava per Emmett Street e FA per Fatima Place, i luoghi in cui Jim Rhatigan, nominato segretario generale del club, era cresciuto). Nel 1989, l'EMFA verrà rinominato Kilkenny City A.F.C.. Jim Rhatigan ricopre tuttora il ruolo di segretario generale del club.
Inizialmente l'EMFA partecipò ai campionati giovanili under-18 del distretto locale. Siccome il club non aveva la disponibilità economica per acquistare le divise, come colore sociale si scelse il bianco, dando per scontato che ogni giovane calciatore avesse nel proprio guardaroba una t-shirt bianca da indossare durante gli incontri. I colori sociali mutarono in coincidenza con il cambiamento del nome del club nel 1989: dal bianco si passò all'amaranto e blu, e infine al nero e ambra.
L'EMFA continuò a militare nei vari campionati giovanili fino al 1984. In questo periodo il club acquistò un appezzamento di terreno in cui costruì il proprio stadio, nominato inizialmente Tennypark e poi ribattezzato Buckley Park.
Sempre nel 1984, l'EMFA vinse la Junior league senza subire nemmeno una sconfitta in tutta la stagione. Si decise allora che il club era pronto per il grande salto nella League of Ireland (oggi nota come Eircom League). Nella stagione di debutto, l'EMFA finì decimo nella Division 1.
Nel 1987 l'EMFA vinse il First Division Shield battendo il Finn Harps 4-2 in una finale giocata all'Oriel Park. Nel 1991, oramai nota con il nome di Kilkenny City, la squadra raggiunse la semifinale della FAI Cup, in cui venne sconfitta dallo Shamrock Rovers.
Nella stagione 1996-1997 il Kilkenny City vinse il campionato di First Division con 11 punti di vantaggio sulla seconda classificata, il Drogheda United, guadagnandosi così l'accesso in Premier Division, il massimo campionato irlandese. L'anno successivo però il Kilkenny City retrocesse immediatamente.
Nella stagione 1999-2000 il Kilkenny City chiuse al terzo posto la First Division, battendo poi il Waterford United nello spareggio per la promozione in Premier. Tuttavia anche stavolta il Kilkenny City retrocesse dopo appena un anno nella massima serie, concludendo il campionato con il desolante record di 1 sola vittoria in tutta la stagione.
Il club celebrò il suo 40º anniversario nel 2006 con una messa alla Father Fiachra's Church. Dave Bassett, ex-allenatore del Wimbledon FC, e Gerry Taggart, ex-giocatore della nazionale nordirlandese, furono i due ospiti d'onore ai festeggiamenti.
Il 2005 fu un'annata importante per il Kilkenny City: il nuovo allenatore Pat Scully riuscì infatti a salvare una situazione quasi disperata; i Black Cats avevano sino a quel momento vinto solo 1 delle 15 partite disputate e occupavano l'ultimo posto della classifica con appena 7 punti all'attivo. L'ingaggio di Scully portò a sei vittorie consecutive, che diventeranno 14 in totale al termine della stagione, chiusa con un insperato quarto posto.
Il lavoro di Scully attirò l'attenzione dello Shamrock Rovers, che decise di ingaggiare subito l'allenatore. Il nuovo coach del Kilkenny City, Adrian Fitzpatrick, venne però esonerato già nell'ottobre 2006. Da quel momento in poi si alterneranno diversi allenatori sulla panchina dei Black Cats, fino a che la dirigenza non ha preso la decisione nel 2008 di abbandonare le massime serie del calcio irlandese per tornare a essere un semplice club calcistico giovanile.

## Palmarès

### Competizioni nazionali
- FAI First Division: 1

1996-1997
- League of Ireland First Division Shield

1987

### Altri piazzamenti
- FAI First Division:

Terzo posto: 1999-2000